# Jag behövde en nästa
Jag behövde en nästa (engelsk originaltitel, When I Needed a Neighbour) är en psalm-sång av Sydney Carter från 1965 som översattes av Anders Frostenson 1968. Texten bearbetades av Frostenson 1984 efter kritik från kyrkomötet. "...och din tro och din ras och ditt namn gör detsamma - var du där?" ändrades till nuvarande "varken tro eller ras eller namn sätter gränser". Texten bygger på evangelierna av Matteus 25:31 och vidare,  Lukas 10:23-37 samt femte versen på Psaltarens psalm 139:7-10.
Melodi (e-moll, 4/4) av författaren. Ingen sång i psalmboken går högre med dess tvåstrukna E.

## Publicerad som
- Nr 838 i Herren Lever 1977 under rubriken "Vittnesbörd - tjänst".
- Nr 97 i den Den svenska psalmboken 1986 det vill säga 1986 års Cecilia-psalmbok, Psalmer och Sånger, Segertoner, och Frälsningsarméns sångbok under rubriken "Vittnesbörd - tjänst - mission".